# Uhřice (Kroměříži járás)
Uhřice település Csehországban, Kroměříži járásban. Uhřice Morkovice-Slížany, Počenice-Tetětice, Dřínov, Prasklice, Tištín és Pavlovice u Kojetína településekkel határos. Lakosainak száma 177 fő (2024. január 1.).

## Népesség
A település lakosságának változását az alábbi diagram mutatja:
| Lakosok száma | 309  | 320  | 393  | 326  | 210  | 192  | 208  | 187  | 174  | 177  |
|               | 1869 | 1890 | 1921 | 1950 | 1980 | 2001 | 2017 | 2019 | 2022 | 2024 |